# Giuseppe Avarna
Giuseppe Avarna di Gualtieri (Palermo, 17 marzo 1843 – Roma, 31 marzo 1916) è stato un ambasciatore e politico italiano.

## Biografia
Figlio del Duca di Gualtieri Carlo Avarna e di Donna Maria Carmela Pignatelli d'Aragona, abbracciò la carriera diplomatica nel 1866. Stimato da Costantino Nigra, di cui dal 1886 al 1894 fu diretto collaboratore, divenne un abile diplomatico.
Profondamente attaccato alla monarchia, Avarna si considerava più conservatore che liberale. La lunga consuetudine con gli ambienti dell'Europa danubiana e balcanica lo rese, negli anni da diplomatico, un profondo conoscitore dei problemi della regione. Fautore convinto della politica triplicista dell'Italia, riuscì a farsi apprezzare dall'imperatore Francesco Giuseppe.

### Carriera diplomatica
Avarna prestò servizio al Ministero degli Esteri dal 1866 fino alla morte, avvenuta nel 1916.
La sua prima destinazione fu la capitale dell'impero asburgico, all'indomani della Terza guerra di indipendenza. Nel 1869 veniva assegnato all'ambasciata di Parigi, per poi passare qualche tempo a Londra in veste di primo segretario ad interim.
Nel 1886 venne richiamato a Vienna in veste di consigliere d'ambasciata da Costantino Nigra, che aveva avuto modo di apprezzarne le qualità durante il suo soggiorno parigino. La collaborazione tra i due diplomatici durò fino al 1894, anno in cui Avarna fu trasferito a Belgrado. Ministro plenipotenziario ad Atene nel 1896, trascorse una breve parentesi a Berna, in Svizzera, nel 1902.
Successivamente svolse l'incarico di ambasciatore d'Italia a Vienna tra il 1904-1915, nel ruolo che era stato proprio di Nigra. Durante la sua permanenza riuscì ad inserirsi e a farsi apprezzare nella ristretta cerchia dirigente austro-ungarica, rappresentando agli occhi dell'Imperatore Francesco Giuseppe un fedele interprete della politica triplicista dell'Italia. Nonostante gli attriti causati dalla crisi della Bosnia-Erzegovina e dalla guerra italo-turca, infatti, Avarna rimase un convinto sostenitore dell'alleanza con l'Austria-Ungheria e del ruolo di baluardo che essa ricopriva di fronte alla pressione russa nella regione danubiano-balcanica.
Durante la sua lunga permanenza viennese riuscì, tra le altre cose, a far ottenere all'ambasciata la nuova sede sul Rennweg, nell'antico palazzo del principe Klemens von Metternich.
Fu nominato senatore del Regno d'Italia il 4 aprile 1909.

### Lo scoppio della guerra
Tra il dicembre 1914 e il maggio 1915 si adoperò, senza successo, nel tentativo di favorire un accordo con l'Austria per evitare l'ingresso dell'Italia a fianco delle potenze della Triplice intesa.
Nella sua qualità di Ambasciatore consegnò la dichiarazione di guerra dell'Italia all'Austria-Ungheria il 23 maggio 1915. La consegnò rispettoso del suo ufficio, ma in cuor suo profondamente contrario all'entrata dell'Italia nel primo conflitto mondiale.

### Ultimi anni e morte
Avarna morì a Roma il 31 marzo 1916. Venne commemorato al Senato del Regno dal Ministro degli esteri Sidney Sonnino, che ne lodò la rettitudine, il patriottismo, e il ruolo svolto durante i cinquant'anni di carriera.

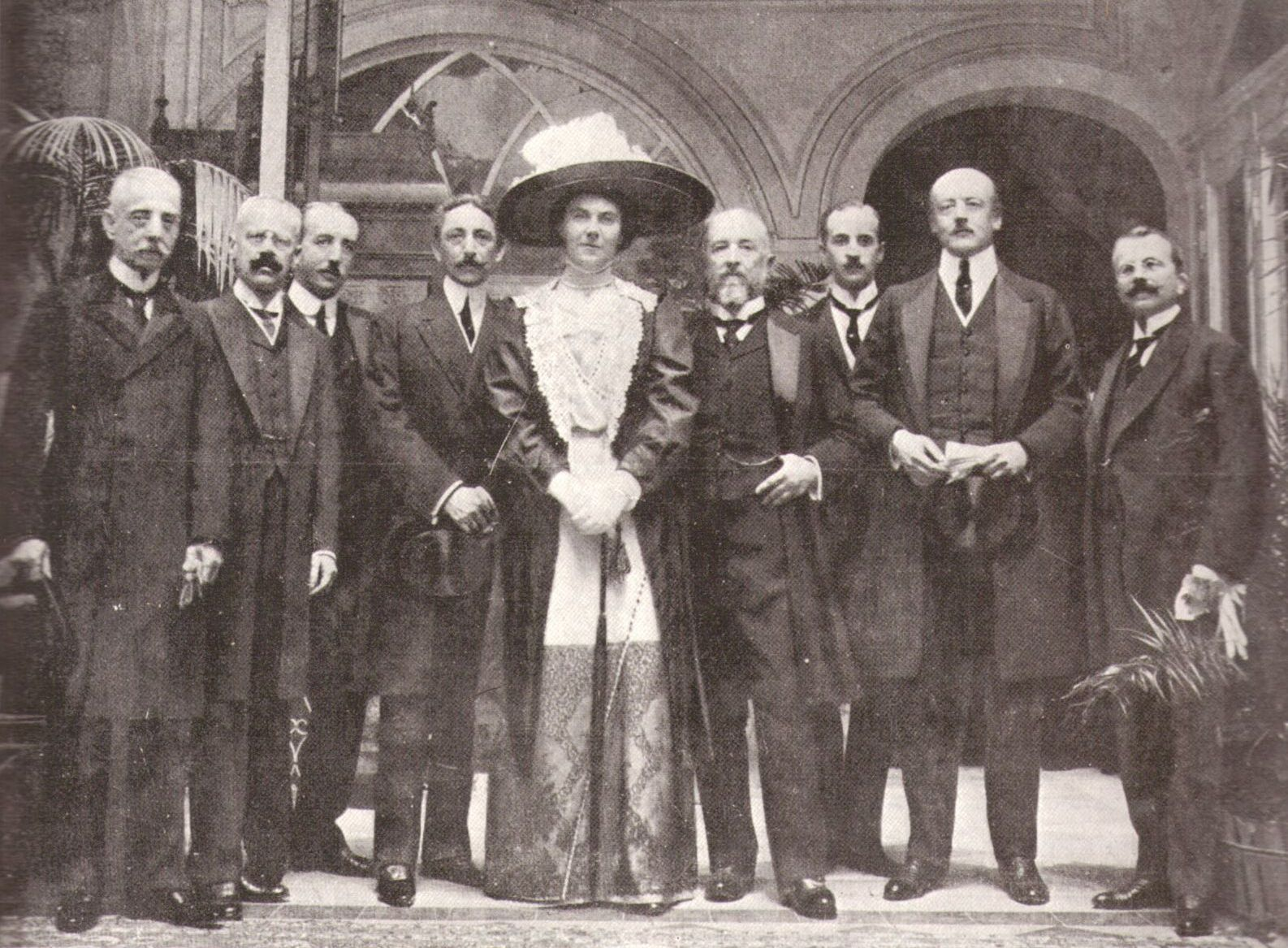
Convegno di San Rossore (Pisa) del 22 ottobre 1912 per il rinnovo della Triplice alleanza. Da sinistra: l'Ambasciatore d'Italia in Austria-Ungheria Giuseppe Avarna, l'Ambasciatore di Austria-Ungheria in Italia Kajetan Mérey, il conte Alexander Hoyos, il principe Pietro Lanza di Scalea, la contessa Berchtold, il Ministro degli Esteri marchese Antonino di San Giuliano, il marchese Giovanni Visconti Venosta, il Ministro degli Esteri di Austria-Ungheria conte Leopold Berchtold e il commendatore Giacomo De Martino.